# 멘토링

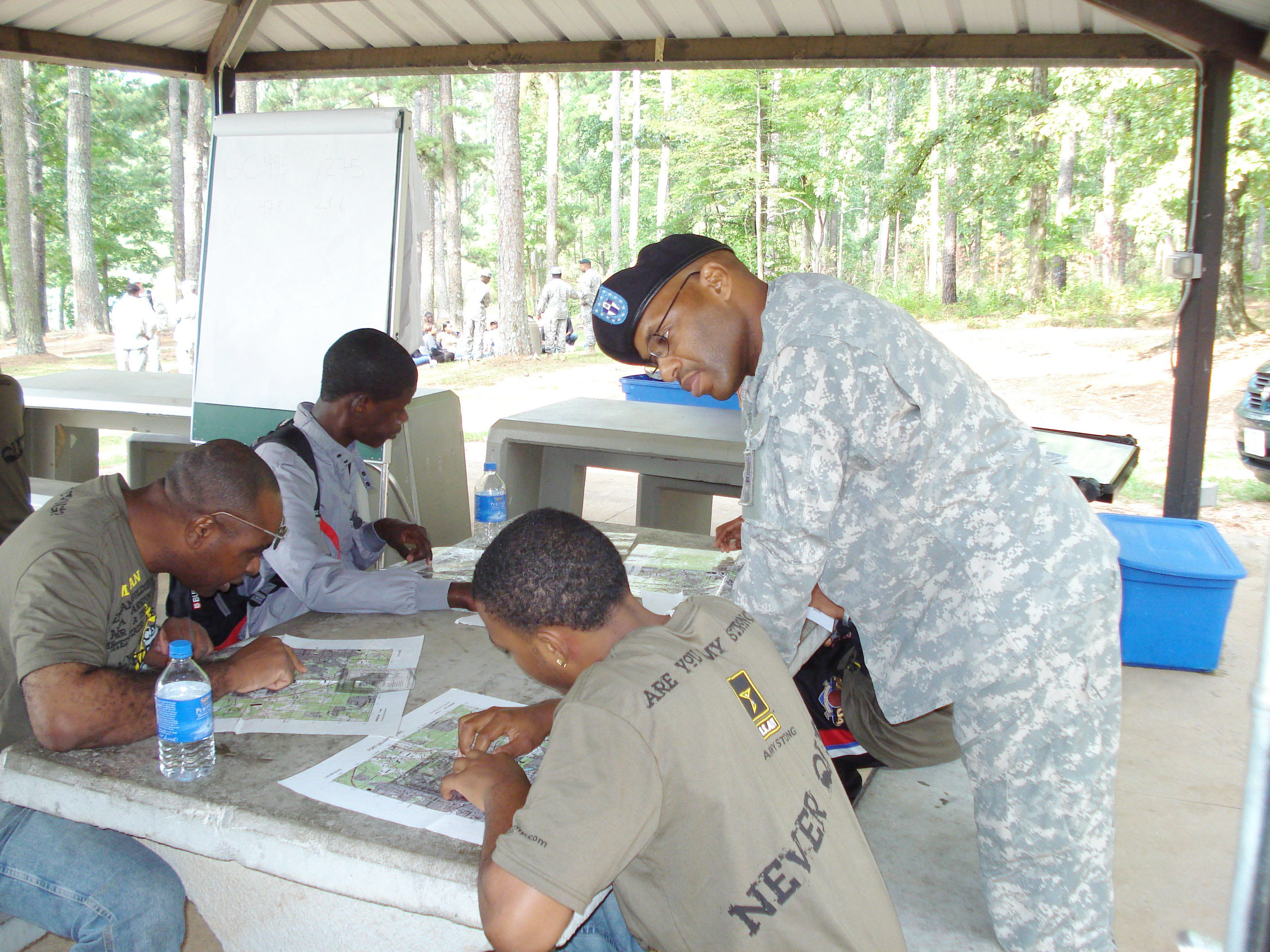
군사 트레이너가 신병을 멘토링하고 있다.

멘토링(mentoring)은, 풍부한 경험과 지혜를 겸비한 신뢰할 수 있는 사람이 1:1로 지도와 조언을 하는 것이다. 순화어로는 지도, 상담, 후원이라고도 한다.
또한 멘토십(mentorship)은 멘토로부터 주어지는 영향, 안내, 방향을 뜻한다.
그리스 신화에서 유래한 말로, 경험이 적고 보통은 더 젊은 사람에게 충고를 주고 가르치는 조력자를 멘토(mentor)라고 하며 조력을 받는 사람을 멘티(mentee)라고 한다. 웬만하면 멘토링은 초보자가 고수에게 멘토링을 요청하지만 꼭 그럴 필요는 없다. 여기서의 문제는 다른 사람이 배울 수 있을 정도로 멘토에게 경험이 있는가 하는 것이다.
멘토링은 일반적으로 기업체, 학교 등에서 우수한 경력과 풍부한 경험을 가진 선배가 후배나 신출내기들의 능률과 적교사나 대학에서 교사 교육을 받고 있는 학생(예비 교사)들을 돕는 것에 활용될 수 있다. 현대 사회에서는 의미가 많이 포괄적으로 변하여 단지 1:1로 지도하고 조언하는 것이 아니어도 선배가 후배에게 조언을 하는 자리나 행사, 프로젝트 등에 모두 멘토링이란 단어를 사용하고 있다. 이러한 멘토링의 의미가 점점 많은 곳에서 쓰이고 있는 실정이다. 또한 멘토링 프로그램은 청소년의 자존감 향상, 대인 관계 능력 증진, 진로 계획, 학교생활 및 학업에 대한 흥미를 높이는 데 효과적이다. 더불어 멘티의 변화 과정을 경험하면서 멘토 역시 성공 경험을 통해 자존감이 높아지는 선순환 과정이며, 그 결과, 멘토링 프로그램은 멘토링 참여자들의 자아 개념, 자아 존중감, 대인 관계 능력 등에서 긍정적 변화를 이끌어 내는 데 효과적인 프로그램이며, 멘티뿐만 아니라 멘토의 성장에도 도움을 준다.

## 유래
옛날 트로이 전쟁 때 그리스 연합국 중에 소속돼있던 '이타카'국가의 왕인 오디세우스가 전쟁에 나가면서 자신의 어린 아들을 친구에게 맡겼다. 왕의 아들을 맡은 친구 '멘토'는 왕의 아들을 친아들처럼 정성을 다해 훈육하면서 키웠다.
왕의 친구는 왕의 아들에게 때론 엄한 아버지가 되기도 하고 때론 조언자도 되고 자상한 선생도 되어서 아들이 훌륭하게 성장하는 데 있어서 더할 나위 없이 커다란 정신적 지주의 역할을 충실히 잘 감당했다. 10년 후에 오디세우스 왕이 트로이 전쟁을 끝내고 다시 돌아왔을 때 왕의 아들은 놀라울 정도로 훌륭하게 성장했다. 그래서 오디세우스 왕은 자신의 아들을 그렇게 훌륭하게 교육시킨 친구에게 그의 이름을 부르면서, "역시 자네다워! 역시 '멘토(Mentor)'다워!"라고 크게 칭찬해 주었다. 그 이후로 백성들 사이에서 훌륭하게 제자를 교육시킨 사람을 가리켜 '멘토'라고 불러주는 호칭이 유래되었다.

## 유형
- 비공식 멘토링 : 경험자와 비경험자 사이에 일어나는 상호작용이 자연발생적이고 비체계적인 매칭으로 이루어진 멘토링
- 혼합형 멘토링 : 멘토와 멘티의 계획적 매칭없이 관계가 성립된 멘토링
- 공식적,체계적 멘토링 : 조직적 차원의 공식적 멘토링으로, 멘토와 멘티의 관계가 계획적이고 체계적 매칭으로 이루어졌으며 추진팀에 의한 과정설계,진행,평가 및 멘토와 멘티간의 협약서, 멘토링 실천계획서 등을 포함한다.

## 같이 보기
- 코칭
- 이멘토링